# DOORS (テレビ番組)
『DOORS』（ドアーズ）は、かつてTBSで放送されていたゲームアトラクションバラエティ番組である。本項では2005年に放送された第1回を取り上げる。

## 放送日
| 回数  | 放送日         | タイトル       |
| ----- | -------------- | -------------- |
| 第1回 | 2005年9月19日  | DOORS          |
| 第2回 | 2006年9月24日  | DOORS 2006     |
| 第3回 | 2007年9月23日  | DOORS 2007     |
| 第4回 | 2008年9月21日  | DOORS 2008     |
| 第5回 | 2009年4月5日   | DOORS 2009春   |
| 第6回 | 2009年12月28日 | DOORS 2009厳冬 |

ちなみに、放送された年の翌年の正月に再放送がなされている。
ただし、2010年以降の本放送がない。

## 歴代優勝者
| 回数  | 優勝者                                                                      |
| ----- | --------------------------------------------------------------------------- |
| 第1回 | なし                                                                        |
| 第2回 | 品川祐（品川庄司）                                                          |
| 第3回 | ワッキー（ペナルティ）                                                      |
| 第4回 | ワッキー（ペナルティ）                                                      |
| 第5回 | ※種目別での優勝者決定であるため、こちらを参照                               |
| 第6回 | チーム清史郎 （加藤清史郎・杉浦太陽・関根航・山口愛・ワッキー(ペナルティ)） |

## ナビゲーター
総合司会・実況
- 福澤朗（元日本テレビアナウンサー） - フリー後、日本テレビ以外のテレビ局で出演をすることが報じられた最初の番組（初出演は『とんねるずのみなさんのおかげでした』）。
  - 福澤は初回を除き、全ての回で総合司会・実況・ナレーションの3役を兼務した。
  - ナインティナインは、全ての回で司会進行を務めた。

芸能人軍団チームリーダー
- ナインティナイン（以下ナイナイ）
  - 岡村隆史・矢部浩之

レポーター
全員が当時TBSアナウンサーである。
- 安東弘樹
- 小林麻耶
- 安住紳一郎

## 出場チーム
- アッコにおまかせ!チーム
  - 和田アキ子、峰竜太、勝俣州和、出川哲朗、山口もえ
- イケメン俳優チーム
  - ウエンツ瑛士、竹財輝之助、藤重政孝、安居剣一郎
- 乙女キャラチーム
  - KABA.ちゃん、坂本ちゃん、前田健、山咲トオル
- グラビアアイドルチーム
  - 大沢あかね、根本はるみ、森下千里、安めぐみ
- ダチョウ倶楽部チーム
  - ダチョウ倶楽部
- 爆笑問題のバク天!チーム
  - インパルス、ライセンス、レイザーラモンHG（レイザーラモン）
- はなまるマーケットチーム
  - 薬丸裕英、岡江久美子、天野ひろゆき（キャイ〜ン）、千秋、藤吉久美子
- 吉本おっさんチーム
  - 池乃めだか、坂田利夫、西川のりお、ほんこん（130R）
- 吉本後輩芸人チーム
  - 品川庄司、カリカ、カラテカ、なかやまきんに君、ダイノジ
- 若手芸人チーム
  - 劇団ひとり、長井秀和、安田大サーカス
- 渡る世間は鬼ばかりチーム
  - 泉ピン子、植草克秀、えなりかずき、長谷川純、藤田朋子
- ライブドアチーム
  - 堀江貴文、乙部綾子、小島克典、微熱DANJI

## アトラクション
DOORSは4つのエリア（ステージ）で構成されていて、アトラクションをクリアすると次のアトラクションへの扉が開ける。各エリアをクリアすると、商品が貰え、次のエリアへ進める。各アトラクションの扉にはアトラクションに関係するマークがついている。なお、各ゾーンの最初の扉の前には総合MC福澤が案内人としてナビゲートしている。
また、各アトラクションのテストトライでナイナイの2人が挑戦する（これは『関口宏の東京フレンドパークII』でのホンジャマカと同様である）。
挑戦者がアトラクションに挑戦する前、福澤は「君に幸あれ!」、落ちた時は高確率で「ビビデバビデブー!」（稀に「コマンタレブー!」または「オッペケペー!」）と決めゼリフを言う。成功時は「ウェルダーン!」と叫んだ。
ここではDOORSシリーズの第1弾のものについて取り上げている。ロケ地は千葉県の幕張メッセ。
同回ではTBS開局50周年記念特別番組として制作・放送された。

### 1stAREA アドベンチャーパーク

#### ROOM1 ジャングルアドベンチャー
難易度：★★☆☆☆　レベル2（緑）
- 「ウォーターボード」「ドアーズインパクト」「ローリングモアイ」「プレッシャーバズーカ」と4つのアトラクションを制限時間90秒で行なう。3人とも失敗した場合はリタイア。各チーム代表3名（ダチョウ倶楽部チームは寺門ジモンが脱腸の為棄権、2名が挑戦）が1名ずつ挑戦。1人でもクリアすればクリア。挑戦者がまだ残っている場合は賞品を賭けた挑戦となる。ダチョウ倶楽部チームは2人ともあっさり失敗。
  - 「ウォーターボード」
高さ8.25mの地点からサーフボードで斜面を滑り、その勢いで長さ10mのプールを正座の状態で渡りきる。落水したら失敗。
  - 「ドアーズインパクト」
高さ約9mの穴の開いた巨大なドアを連続で3枚をすり抜けることが出来れば成功。
このアトラクションは「ドア穴危機一発」の仮タイトルでドア部分が木材を使われる予定だったが安全性のことを考え、発泡スチロールに変更された。
  - 「ローリングモアイ」
水上で回転する3つのそれぞれ逆回転しているモアイ像を使って落下せず向こう側へ渡れば成功。実況曰く「イースター島には全く許可を取っていない」とのこと。
  - 「プレッシャーバズーカ」
持ち玉3球のうち1つでも左右に移動する複数の障害壁（ギロチンの形をしている）に開いた穴を抜け、その先にある標的に当てればCLEAR。ただし1発打つと6秒間のチャージタイム（タイムロス）となる。3球を使い切ってしまった場合は失敗。
テストトライ参加者：ナイナイ・岡村隆史

#### ROOM2 ヘッドバランス
難易度：★★★★☆　レベル4（橙）
- 2人1組で挑み、ろうそくのついたバランスメーターボードを頭に乗せて横歩きでコースを進みゴールを目指す。途中段差やシーソーが行く手を阻む。ボードが大きく傾き、ろうそくが両端のどちらかに到達してしまうと両端に設置されているダイナマイトが破裂し失格。2人の呼吸を合わせて相手の足元をよく見るのが攻略のカギ。制限時間2分でチャンスは1回のみ。
- テストトライ参加者：ナイナイ（岡村・矢部浩之）
- ライブドアチームのみエキジビションゲームがあり、堀江貴文と乙部綾子が挑戦したがあっさり失敗。

### 2ndAREA　ファクトリータウン

#### ROOM3 IQバンジー
難易度：★★☆☆☆　レベル2（緑）
- 青、赤、緑、黄色、白の5色のパネルが順番に光るのでそれを覚える（覚える枚数は6枚）。失敗すると罰として逆バンジーで5m前後の高さまで飛ばされる。1チーム2人がチャレンジし、2問出題。1人でも2問目を正解すればCLEAR。なお、すべての挑戦において5枚目まではパネル5枚が重複せずに点灯し、6枚目で初めて2度目に光るパネルが登場する形となっていた。
- 1問目にどちらかがミスした場合、その時点で1問目は終了。残った方が2問目に挑戦する。
- テストトライ参加者：ナイナイ・岡村、安住紳一郎アナ（ナイナイ・矢部の代役）

#### ROOM4 ハンマーオーケストラ
難易度：★☆☆☆☆　レベル1（青）
- 猫の手がついたハンマーで、モグラ叩きの要領でネズミを叩く。出てきたネズミを順番通りに叩くと音が奏でられ、出てきた音を頼りに曲名を当てる。チャンスは2回（同じ曲）で、曲名を答えられれば（主旋律を歌えた場合も）CLEAR。
- 5チーム挑戦して、全チームが正解。
- テストトライ参加者：ナイナイ・岡村

#### ROOM5 クレイジークライマー
難易度：★★★☆☆　レベル3（黄）
- 新開発された高性能LED「イメージメッシュ」に映し出されたビルを登り、頂上に登りきれば成功。上からの落下物に2人1組中どちらかがぶつかったり吹き抜け部分を登ってしまった場合、一番下に接触した場合は失敗。3回失敗でゲームオーバーとなってしまう。
- テストトライ参加者：ナイナイ（岡村・矢部）

### 3rdAREA　ミステリー城

#### ROOM6 バランスメイズ
難易度：★★★☆☆　レベル3（黄）
- 制限時間は2分間で、3人1組で挑戦する。
- グラグラ動く巨大半球の上から体重移動により半球を操作し、制限時間内に半球内の迷路状の穴にボールを入れればクリア。
- 3人のチームワークが求めるアトラクション。2チーム両チーム成功。
- テストトライ参加者：ナイナイ（岡村・矢部）、小林麻耶アナ

#### ROOM7 ヒュースポン
難易度：★★★★★　レベル5（赤）
- 高さ15mから直径7cmの鉄球を落下させ、地上にある直径13cmの穴に入れば成功。高所の恐怖に打ち勝つ強靭な精神力が勝負のカギ。代表者1名が3回挑戦し、1回でも入ればクリアとなる個人アトラクションでも難易度が高いアトラクション。
- このアトラクションに進出した2組のチームのうちの1組である爆笑問題のバク天!チーム挑戦時に、落とした玉は見事に穴に入るが、そのあと玉が穴から出てきてしまった。司会者は入ったことを見抜けず失敗といっていたがその後の同チームのチームメイトの抗議で映像をスロー再生した結果1度入っていたことが判明。成功となった。
- テストトライ参加者：ナイナイ・岡村（テストトライは唯一失敗）

### FINALAREA　スカイゾーン

#### ROOM8 ムーンバイク
難易度：★★★★★　レベル5（赤）
- 時間は無制限、幅45cm・高さ10m・全長およそ20mの吊り橋を自転車に乗って渡りきる。
- 3人挑戦する事ができ、3人の内1人でもゴールすれば完全制覇となる。
- クリア（完全制覇）したチームはトヨタ自動車の「ist」（トヨタ・イスト）をチーム人数分贈呈される。
- 爆笑問題のバク天!チームが進出し、堤下敦（インパルス）とレイザーラモンHGと板倉俊之（インパルス）が挑戦したが3人とも渡り切ることが出来ず完全制覇は成し遂げられなかった。堤下は10m、HGは19m50cm、板倉は15m。
- テストトライ参加者：無し

## 結果
- 若手芸人チーム　　　　　　クレイジークライマー失格
- 乙女キャラチーム　　　　　IQバンジー失格
- 吉本おっさんチーム　　　　ジャングルアドベンチャー失格
- はなまるマーケットチーム　クレイジークライマー失格
- 渡る世間は鬼ばかりチーム　ヘッドバランス失格
- ライブドアチーム　　　　　ヘッドバランス失格
- ダチョウ倶楽部チーム　　　ジャングルアドベンチャー失格
- イケメン俳優チーム　　　　ヒュースポン失格
- 吉本後輩芸人チーム　　　　ヘッドバランス失格
- グラビアアイドルチーム　　ヘッドバランス失格
- 爆笑問題のバク天!チーム 　 ムーンバイク失格
- アッコにおまかせ!チーム 　 クレイジークライマー失格

## 番組のテーマ曲
- 2005、2006　『SCREAM』（GLAY×EXILE）
- 2007　『Crazy↑↑↑』（北原愛子）
- 2008　『Come In Now! feat. 杉本恭一』（九州男）
- 2009春　『DANCE☆MAN（WOKKY WOKKY × BOGGY WOGGY）』(C&K)

## エピソード
- 第1回(2005年)では、同回の会場である幕張メッセに大規模セットを設置、建てこみ4日間・撤収3日間・収録を3日間（1日のみ休息日）となっている。総予算は数億円だが福澤曰く「ウン億円だが、予算は言わないでくれと局から言われた」らしい[1]。
- 企画の竹中優介がAD3年目の時にTBS内の企画書募集キャンペーンにこの企画書を提出したのがDOORSのはじまり。
- 第1回(2005年)では、デモンストレーションは行われたがボツになったアトラクションが数個あった、という説もある。
- 第1回(2005年)の収録期間中である2005年8月16日に東北地方を中心に地震が発生、幕張メッセでも震度4を記録し安全のため収録を一時中断するというハプニングがあった。
- 第1回(2005年)のPR番組では、青木裕子アナウンサーもアトラクションに模擬挑戦した。
- 第1回(2005年)の平均視聴率は21.3%、瞬間最高視聴率28.9%（いずれもビデオリサーチ関東広域圏調べ）。

## スタッフ
- ナレーション：神谷明
- 企画（兼ディレクター）：竹中優介（アッコにおまかせ!、日本レコード大賞）
- 総合構成：堀田延
- 総合演出：片山剛
- 演出：乾雅人（筋肉番付シリーズ）
- プロデューサー：海本泰（しあわせ家族計画／アッコにおまかせ!／全員正解あたりまえ!クイズ）